# Lajeado Novo
Lajeado Novo é um município brasileiro do estado do Maranhão. Sua população estimada em 2004 era de 6.331 habitantes.

## História
Lajeado Novo foi fundada em 1994.

## Geografia
A área do município de Lajeado Novo é de 1.063,62 quilômetros quadrados, o que o coloca na posição 96 dentre as 217 cidades do Maranhão.
| Área da unidade territorial [2024] | 1.063,620 km²                                              |
| Hierarquia urbana [2018]           | Centro Local                                               |
| Região de Influência [2018]        | Arranjo Populacional de Imperatriz/MA - Capital Regional C |
| Região intermediária [2024]        | Imperatriz                                                 |
| Região imediata [2024]             | Imperatriz                                                 |
| Mesorregião [2022]                 | Oeste Maranhense                                           |
| Microrregião [2022]                | Imperatriz                                                 |

Fonte: IBGE
| Bioma predominante [2024]             | Cerrado  |
| Área urbanizada [2019]                | 1,59 km² |
| Esgotamento sanitário adequado [2010] | 5,5 %    |
| Arborização de vias públicas [2010]   | 67,1 %   |
| Urbanização de vias públicas [2010]   | 0 %      |

Fonte: IBGE
Economia
| PIB per capita [2021]                                                                           | 13.260,77 R$     |
| Índice de Desenvolvimento Humano Municipal (IDHM) [2010]                                        | 0,589            |
| Total de receitas brutas realizadas [2023]                                                      | 40.432.803,35 R$ |
| Transferências correntes (Percentual em relação às receitas correntes brutas realizadas) [2023] | 94,06 %          |
| Total de despesas brutas empenhadas [2023]                                                      | 38.066.241,83 R$ |

Fonte: IBGE
| Salário médio mensal dos trabalhadores formais [2022]                                             | 1,7 salários mínimos |
| Pessoal ocupado [2022]                                                                            | 423 pessoas          |
| População ocupada [2022]                                                                          | 5,99 %               |
| Percentual da população com rendimento nominal mensal per capita de até 1/2 salário mínimo [2010] | 52,6 %               |

Fonte: IBGE
Educação
| Taxa de escolarização de 6 a 14 anos de idade [2010]             | 98,4 %           |
| IDEB – Anos iniciais do ensino fundamental (Rede pública) [2023] | 5,1              |
| IDEB – Anos finais do ensino fundamental (Rede pública) [2023]   | 4,4              |
| Matrículas no ensino fundamental [2023]                          | 1.057 matrículas |
| Matrículas no ensino médio [2023]                                | 276 matrículas   |
| Docentes no ensino fundamental [2023]                            | 83 docentes      |
| Docentes no ensino médio [2023]                                  | 17 docentes      |
| Número de estabelecimentos de ensino fundamental [2023]          | 11 escolas       |
| Número de estabelecimentos de ensino médio [2023]                | 1 escolas        |

Fonte: IBGE